# Везерштадіон
Ве́зерштадіон (нім. Weserstadion) — футбольний стадіон у місті Бремен, Німеччина. Відкритий 1924 року. Стадіон є домашньою ареною футбольного клубу «Вердер».
Попспівак Майкл Джексон дав тут 3 концерти: перший під час Dangerous World Tour (8 серпня 1992), а два останні під час HIStory World Tour (31 травня та 6 червня 1997).

## Розташування
Стадіон розташований на північному березі річки Везер, в оточенні численних парків, приблизно в кілометрі від центру міста.

## Зміна назви
У червні 2019 року «Вердер» уклав контракт про продаж прав на назву «Везерштадіон». Бременський клуб підписав партнерську угоду на 10 років з компанією «Wohninvest», яка займається комерційною нерухомістю. Арена буде носити назву фірми до 30 червня 2029 року. «Вердер» заробе від цього близько 30 мільйонів євро.

## Міжнародні футбольні матчі
| Дата           | Господарі | Гості                | Результат | Турнір              | Глядачі |
| -------------- | --------- | -------------------- | --------- | ------------------- | ------- |
| 23 травня 1939 | Німеччина | Ірландія             | 1–1       | товариський матч    | 35,000  |
| 27 лютого 1980 | ФРН       | Мальта               | 8–0       | Відбір на Євро-1980 | 38,000  |
| 4 червня 1988  | ФРН       | Югославія            | 1–1       | товариський матч    | 13,000  |
| 2 червня 1992  | Німеччина | Північна Ірландія    | 1–1       | товариський матч    | 30,000  |
| 30 квітня 1997 | Німеччина | Україна              | 2–0       | Відбір на ЧС-1998   | 33,242  |
| 28 квітня 1999 | Німеччина | Шотландія            | 0–1       | товариський матч    | 27,000  |
| 29 травня 2001 | Німеччина | Словаччина           | 2–0       | товариський матч    | 18,000  |
| 30 квітня 2003 | Німеччина | Сербія та Чорногорія | 1–0       | товариський матч    | 26,000  |
| 7 вересня 2005 | Німеччина | ПАР                  | 4–2       | товариський матч    | 28,100  |
| 29 лютого 2012 | Німеччина | Франція              | 1–2       | товариський матч    | 37,800  |
| 12 червня 2023 | Німеччина | Україна              | 3–3       | товариський матч    | 35,975  |